# Русский язык в Польше
Русский язык в Польше — один из трёх основных иностранных языков, изучаемых в Республике Польша наряду с английским и немецким.
Современный русский язык распространился на территории Центральной и Восточной Польши в конце XVIII века после разделов Речи Посполитой и был единственным государственным языком Царства Польского, а в 1875—1917 годах — Привислинского края в составе Российской империи.
В период Польской Народной Республики русский язык был обязательным предметом в польских школах и основным иностранным языком. Русским в той или иной степени владело абсолютное большинство поляков. Благодаря хорошему владению русским в СССР стали известны такие польские деятели культуры, как Елизавета Махульская, Эдита Пьеха и Анна Герман.

## До 1917 года
После 1875 г. в период наиболее интенсивной русификации Польши судопроизводство в стране было переведено на русский язык, хотя польский по-прежнему ограниченно использовался в школах для религиозного преподавания, а также повсеместно в устном общении и частной переписке. Количество собственно русского и русскоязычного населения в исконно польских землях никогда не было значительным.
Царскому правительству удалось добиться деполонизации ряда регионов Литвы, Белоруссии, Украины, однако в губерниях, составлявших собственно Привислинский край (за исключением выведенного из его состава в 1912 г. района Хелма и Белостока, где проживало значительное число украинцев и белорусов) польское демографическое большинство оставалось незыблемым и число русских там никогда не было сколько-нибудь значительным. Так что даже местные евреи, носители идиша, несравненно лучше говорили по-польски, несмотря на наличие у всех российского подданства.

## Польская Народная Республика
В Польской Народной Республике русский язык входил в обязательную школьную программу обучения. Ежегодно проводился Фестиваль советской песни в Зелёной Гуре.

## Современная ситуация и прогноз
С 1967 издается журнал «Przegląd Rusycystyczny».
По оценкам газеты «Rzeczpospolita», рост интереса польской молодёжи к русскому объясняется в первую очередь экономическими причинами. В частности, русский является самым распространённым языком Европы географически и по числу носителей, Польша имеет общую границу с РФ (Калининградская область) и другими странами СНГ и Прибалтики и является важным транзитным государством на пути в РФ. Кроме этого, русский язык является одним из двух официальных языков Белоруссии и одним из региональных языков Украины (до 2019 г.), с которыми также граничит Польша. Кроме того, полякам легче овладеть близкородственным русским языком, чем английским или немецким, поэтому по качеству освоения русский язык продолжает лидировать.
По информации Российского культурного центра в Варшаве, в 2007 году (Год русского языка) количество записавшихся на курсы русского языка увеличилось на 35 %. Если в 1990-х годах конкурс на отделение русского языка в Познанском университете составлял два человека на место, то сейчас достигает шести (в самой Познани русский язык никогда не имел официального статуса, так как город входил в состав Пруссии).
В январе 2011 г. власти Варшавы установили в варшавском метрополитене плакаты, помогающие запомнить самые распространённые русские слова. Немаловажным является и тот факт что из стран дальнего зарубежья граждане Польши занимают стабильное третье место по числу поездок в Россию (704,6 тыс. поездок).
С 2008 года в городе Зелёна-Гура проходит Международный фестиваль русской песни.
В стране действует ряд организаций, занимающихся популяризацией русского языка, в частности «Русско-польский институт» и Общество «Польша — Россия».
Активную работу по продвижению русского языка в Польше ведёт Российский центр науки и культуры в Варшаве (РЦНК) — одно из зарубежных отделений Россотрудничества, действующее с 1962 года. Центр организует курсы русского языка и выступает главным координатором сертификационных программ на территории страны, где действуют ещё четыре центра — Институт русистики Варшавского университета, Ягеллонский университет в Кракове, Гданьский университет и Университет имени Яна Кохановского в Кельце. Кроме того, РЦНК проводит выездную экзаменационную сессию в Экономическом университете в Познани. Центр обеспечивает методическую поддержку и повышение квалификации польских преподавателей русского языка.
Согласно опросам, в 2000 году самым популярным языком, известным полякам, был русский язык, что стало результатом его принудительного изучения при прежней политической системе. Однако с тех пор произошли серьезные изменения, и в настоящее время поляки в основном изучают английский и немецкий языки. В 2017 году 34% опрошенных заявили о знании русского языка(для сравнения английским в той или иной степени вледеют 57% опрошенных). 
Во всех школах Польши изучается два иностранных языка. В марте 2022 года русский язык изучали 205,3 тыс.учеников, что в  8,5 раз меньше изучающих немецкий. После начала российского вторжения на Украину эта тендеция усилилась. В 2022 - 2023 учебном году насчитывается 2472 школы с преподаванием русского языка, что означает уменьшение всего за 12 месяцев на 107 школ по стране. И на 321 по состоянию на 2019 год.